# Periclina
Periclina is een geslacht van vlinders van de familie spanners (Geometridae), uit de onderfamilie Ennominae.

## Soorten
- P. apricaria Herrich-Schäffer, 1855
- P. apricoides Schaus, 1901
- P. cervina Warren, 1906
- P. cervinoides Schaus, 1911
- P. conspersata Dognin, 1900
- P. cucurbitata Guenée, 1858
- P. merana Schaus, 1911
- P. pompoleata Guenée, 1858
- P. rumiaria Guenée, 1858
- P. syctaria Walker, 1860
- P. tomisa Schaus, 1901
- P. yvonina Dognin, 1900